# Contact lingvistic
În lingvistica istorică și în sociolingvistică, contactul lingvistic se referă pe de o parte la vorbitorii care ajung să folosească și altă limbă sau alte limbi decât limba lor maternă, iar pe de altă parte la limbi care ajung să aibă trăsături datorate contactului în sensul de mai înainte.

## Împrejurările contactului lingvistic
Contactul lingvistic are loc, în primul rând, în mod spontan. Acest contact poate fi numit popular. Se produce prin legături nemijlocite între vorbitorii unor limbi diferite.
Una din împrejurările care cauzează aceasta este coexistența în același stat a unor grupuri de populație cu limbi materne diferite, determinată de factori politici, istorici, geografici ori cultural-istorici. Este cazul în Belgia, Elveția, China, India, Peru etc.
Altă împrejurare a contactului lingvistic este continuitatea geografică între limbi din state vecine, ai căror locuitori cu limbi diferite circulă dintr-o parte în alta a frontierei din diverse motive.
Contactul lingvistic s-a mai produs și în urma formării imperiilor coloniale, între colonizatori și populațiile colonizate.
Sclavia a fost o altă împrejurare de contact lingvistic.
Legăturile comerciale, chiar și fără a implica colonizarea, au fost și ele totdeauna un prilej de contact lingvistic, nu numai între comunități lingvistice vecine, ci și îndepărtate una de alta, de pildă între limba engleză și limba chineză, în secolul al XVIII-lea, în porturile de pe coastele Chinei.
Printre împrejurările contactului lingvistic este importantă migrația, în urma căreia un număr relativ mare de vorbitori ai unei limbi se stabilește pentru o vreme mai scurtă sau mai lungă, ori definitiv, într-o zonă geografică ocupată de altă comunitate lingvistică. Acest tip de contact a avut loc, de exemplu, în fosta Galie, între vorbitorii limbii galo-romane locale și triburi germanice, mai ales franci, care au pătruns pe teritoriul ei. Cazuri mai recente sunt cele de imigrație colectivă de irlandezi sau de portoricani în Statele Unite ale Americii.
Există și contact lingvistic cult. Răspândirea unor culturi s-a produs în urma contactului lingvistic personal al unui număr relativ redus de cărturari, prin intermediul cărora s-a ajuns la contact între limbi. Astfel a influențat limba chineză, vehiculând civilizația chineză, limbi din Asia de Est și de Sud-Est, ca japoneza, vietnameza, coreeana și altele. De asemenea, răspândind islamul, limba arabă a intrat în contact cu limbi din Asia și Africa, precum urdu, persana, turca, swahili sau fula, pe care le-a influențat. Și unele limbi moarte continuă să fie în contact cu limbi vii. Astfel, limba greacă veche și limba latină continuă să furnizeze elemente limbilor occidentale, limba sanscrită limbii hindi și limbilor din sfera culturală a hinduismului, iar chineza clasică chinezei moderne sau, într-o măsură mai mică, limbii japoneze.
Învățarea în sistemul de învățământ sau individual, cu ajutorul unor mijloace didactice, a unei limbi străine este un caz particular al contactului lingvistic cult.

## Consecințele contactului lingvistic

### Asupra vorbitorilor
Vorbitorii care folosesc și altă limbă decât limba lor maternă devin bilingvi. Calitatea bilingvismului este diferită între indivizi și între categorii de vorbitori. Este mai rar bilingvismul echilibrat, când competența este egală în ambele limbi, decât cel în care limba maternă este dominantă. Această calitate este în funcție de ponderea contactului lingvistic, care depinde de numeroși factori: specificul cultural, religia, sexul, vârsta, statutul social, ocupația vorbitorilor. Unii dintre acești factori ușurează contactul lingvistic: imigranții, orășenii, tinerii, indivizii cu statut socio-cultural superior își însușesc mai ușor limba unor grupuri cu care vin în contact. Alți factori îl pot limita. Religia, de exemplu, poate determina o specializare strictă a uzului celor două limbi; diferențele culturale pot restrânge influența limbii învățate la domeniul lexical.
La vorbitorii bilingvi există într-o măsură mai mică sau mai mare interferență de tip transfer negativ între limbile vorbite, adică vorbitorii aplică uneori reguli ale limbii lor materne când folosesc limba secundă, și invers, elemente din limba secundă când folosesc limba maternă. Influența limbii secunde este cu atât mai mare, cu cât contactul lingvistic este mai intens din cauza ocupației sau/și a ponderii relativ mici a comunității minoritare față de cea majoritară, și cu cât, în același timp, gradul de cunoaștere a varietății standard a limbii materne este mai mică, din cauza nivelului de școlarizare relativ redus în limba maternă. De pildă, din studii referitoare la folosirea limbii materne de către vorbitorii de limbă maghiară din afara Ungariei, au rezultat date despre faptele de limbă secundă care le influențează limba maternă. Exemple:
- în vocabular:
  - cuvinte din limba majoritară, ex. tyepláki (în Slovacia) vs. hu  melegítő „trening”;
  - calcuri lexicale de structură morfematică (traduceri literale de cuvinte compuse și sintagme), ex. születési szám (literal „număr de naștere”) (în Slovacia) vs. hu  személyi azonosító (lit. „identificator personal”) „cod numeric personal”;
  - cuvinte străine împrumutate de ambele limbi, dar cu forma din limba secundă, diferită de cea din maghiara standard, ex. tribina (în Serbia) vs.hu  tribün „tribună”;
- în sistemul gramatical:
  - calcuri sintactice (traduceri literale de construcții), ex. vesz egy taxit (lit. „ia un taxi”) (în România) vs. hu  taxiba ül (lit. „se așază într-un taxi”).

Un fenomen care se întâlnește relativ frecvent la individul bilingv este schimbarea de cod (en  code switching), adică trecerea de la o limbă la alta în cadrul aceluiași lanț al vorbirii sale. Ponderea elementelor dintr-una din limbi față de cealaltă poate fi diferită în funcție de diverși factori. Exemple:
- propoziție în care limba maternă (turca) este predominantă față de cea secundă (norvegiana, reprezentată de un singur cuvânt): Adamlar yeri vaske yapıyor „Oamenii spală (literal a spăla) pardoseala”;
- frază în care limba maternă (swahili) este predominantă față de limba secundă (engleza, reprezentată de un cuvânt și o sintagmă): Lakini niko sure ukienda after two days utaipata Uchimi Supermarket kwa wingi „Dar sunt sigur(ă) că dacă mergi peste două zile, ai să găsești la supermarketul Uchimi din belșug”;
- frază în care ambele limbi (germana și engleza) sunt egal reprezentate prin câte o propoziție: Papa, wenn du das Licht ausmachst, then I'll be so lonely „Tati, dacă stingi lumina, o să fiu așa de singur(ă)”.

Contactul lingvistic poate duce și la schimbarea de limbă (en  language shift), când vorbitorii își abandonează limba maternă și o adoptă pe cea secundă. Schimbarea poate fi treptată sau bruscă, limitându-se la indivizi sau extinzându-se la un grup întreg, având loc într-o generație sau pe parcursul a mai multe generații. Motivul schimbării poate fi necesitatea sau/și dorința de a se integra într-o comunitate lingvistică majoritară, și poate fi încurajată activ de statul în care există acea comunitate majoritară. Fenomenul se observă, de exemplu, la a doua și a treia generație de imigrați.

### Asupra limbilor
În cursul istoriei au loc fenomene ca cele de mai sus la nivelul unor comunități lingvistice întregi, ceea ce se manifestă în formarea, în evoluția și în dispariția unor limbi.
Unele limbi s-au format în urma unei perioade suficient de lungi de bilingvism al unei întregi comunități lingvistice. Astfel, interferența dintre limba latină a cuceritorilor romani și limba traco-dacilor deveniți bilingvi a dus la formarea limbii române. Influența latinei fiind mult mai mare decât invers, s-a ajuns la asimilarea de către latină a limbii traco-dacilor, prin schimbarea limbii de către vorbitorii ei în cea latină. După pătrunderea slavilor pe teritoriul limbii române a urmat o perioadă de bilingvism a acestora, cu inerenta interferență, în urma căreia limba noilor veniți a fost cea asimilată de a autohtonilor.
Formarea celorlalte limbi romanice a fost analogă. În cazul limbii franceze a existat mai întâi o perioadă de bilingvism al galilor în contact cu coloniștii romani, formându-se limba galo-romană, apoi o perioadă de bilingvism al francilor pătrunși în Galia de nord, în contact cu galo-romanii, și asimilarea limbii primilor de către a celor din urmă.
Influențele fiind reciproce, deși diferite ca pondere, limbile asimilate lasă urme în cele nou formate, fiind substratul (ex. limba traco-dacilor, cea a galilor), respectiv suprastratul (ex. limba slavă, limba francă) lor.
În sociolingvistică, noțiunile „substrat” și „suprastrat” sunt interpretate altfel, dar tot în legătură cu formarea unor limbi și varietăți de limbă prin contact lingvistic. Este vorba, de pildă, de pidginuri, limbi mixte cu rol de limbi vehiculare pentru vorbitori cu limbi materne diferite, pidginurile fiind limbi secunde pentru aceștia, care ajung în contact repetat sau extins din cauza unor relații comerciale, a sclaviei, a migrației etc. Pidginurile fie dispar după o perioadă relativ scurtă, când nu mai sunt necesare, fie devin limbi creole, care sunt limbi propriu-zise, fiind materne. Un exemplu de pidgin este russenorsk din secolul al XIX-lea (între limba rusă și cea norvegiană), iar unul de limbă creolă – cea haitiană. În cazul acestora este numit substrat limba sau limbile unor popoare indigene din Africa, Asia de Sud și de Sud-Est, insulele din Oceanul Indian și din Oceanul Pacific, America de Nord, Centrală și de Sud, sau ale sclavilor duși dintr-o parte a lumii în alta, și suprastrat limba unei țări care și-a cucerit un imperiu colonial, respectiv în care au fost duși sclavii. Astfel, limba creolă haitiană are ca suprastrat franceza.
Tot prin contact lingvistic se formează varietăți ale limbilor unor țări colonizatoare folosite de vorbitori din populațiile colonizate, varietăți care subzistă și după decolonizare. În aceste cazuri, suprastratul este o limbă din prima categorie, iar substratul – o limbă sau limbi autohtone. Astfel de varietăți sunt în India cele numite Indian English (mai apropiată de engleza standard) și Hinglish, mai puternic influențată de substrat.
Limbile evoluează continuu, inclusiv în urma contactului lingvistic. Acesta se manifestă prin împrumuturi în toate domeniile limbii, inițial individuale, care ulterior se generalizează în toată comunitatea lingvistică. Unii autori numesc adstrat ansamblul acestora intrate în limbă după constituirea ei ca idiom distinct, în întreaga sa istorie. Pentru alți autori, adstratul este fie un tip de interferență între două limbi care intră în contact, fie o limbă ori un dialect care influențează alt idiom luat ca referință, fie ansamblul faptelor de limbă ce rezultă din influența unei limbi asupra alteia.
Contactul între limbi poate duce la formarea a ceea ce se numește în engleză linguistic area (literal „arie lingvistică”), iar în germană Sprachbund, având corespondentul tradițional românesc „uniune lingvistică”. Acești termeni denumesc un grup de limbi neînrudite sau marginal înrudite, apropiate geografic, care prezintă trăsături comune datorate influențelor reciproce. Un astfel de grup este considerat a fi, de exemplu, uniunea lingvistică balcanică.